# Bulbostylis distichoides
Bulbostylis distichoides är en halvgräsart som beskrevs av Kaare Arnstein Lye. Bulbostylis distichoides ingår i släktet Bulbostylis och familjen halvgräs. Inga underarter finns listade i Catalogue of Life.